# Jonas Anderson
Jonas Anderson (n. 27 de agosto de 1972 en Fryksände, Värmland) es un cantante sueco naturalizado tailandés, interpreta sus temas musicales al estilo luk thung, música tradicional o folclórica tailandesa. Ha lanzado cinco álbumes en solitario hasta la fecha y tres discos a dúo con la cantante no tailandesa, también intérprete de música luk thung, Christy Gibson.

## Biografía
Jonas Anderson nació el 27 de agosto de 1972 en Fryksände, Värmland, Suecia. Se trasladó a Tailandia cuando era niño con su familia en agosto de 1981, poco tiempo después de llegar, su familia se trasladó a la región del noreste de Tailandia a Issan, para participar en proyectos educativos en las zonas rurales. Jonas Anderson tenía un gran interés por la música y por el canto desde muy temprana edad. Creció y se crio en Tailandia, comenzó en aprender el idioma taí y la música tradicional tailandesa. Cuando Jonas estaba en su etapa de su adolescencia, su familia se trasladó a Bangkok y Jonas se matriculó en un curso de artes escénicas, allí formó un grupo con la cantante de origen holandés radicada en Tailandia, Christy Gibson y otros amigos para realizar diversas obras sociales, especialmente en programas de prevención a las drogas en las escuelas y centros juveniles.

## Discografía
Álbumes en solitario
- Pom Chue Jonas (released in 2000 under Wetee Thai)
- Rong Oo Laeng Wao (released in 2001 under Wetee Thai)
- Jonas Mahasanook (released in 2002 under Wetee Thai)
- Rak Lae Kit Tueng (released in 2003 under Wetee Thai)
- Nakrong Panejon (released in 2004 under Sony Music, Thailand)

Duetos (con Christy Gibson)
- Ram Tone Ram Thai (released in 2005 under Sony Music, Thailand)
- Noom Tam Lao Sao Tam Thai (released in 2007 under Mangpong)
- Jonas and Christy (released in 2009 independently)

Presentaciones
- Song: "Sai Tan Nam Pratai"
  - Album: Mae Haeng Chat (special album produced in honor of HM Queen Sirikit's 72nd birthday
  - By artist: various artists
  - Remarks: Sung in duet with Christy Gibson

- Song: "France Dant"
  - Album: Million Ways to Dobe
  - By artist: Nop Ponchamni

- Song: "Kwan Thai Jai Nueng Deow"
  - By artist: Aed Carabao
  - Remarks: Jonas featured with various artists in this song written and produced to promote unity in the south of Thailand